# Bácskörtés
Bácskörtés vagy Körtés (szerbül: Крушевље / Kruševlje, németül: Kruschiwel / Kruschiwl / Birndorf) lakott hely Szerbiában, a Vajdaság Nyugat-bácskai körzetében. Közigazgatásilag 1971 óta nem önálló település, Gádor külterülete.
A település régi nevei: Körtvélyes (1520), Krusivle Puszta (1763), Krusovje, Krusevlye, Krusevlya (1880, 1892).

## Fekvése
A település Regőce, Haraszti, Gádor és Őrszállás községek között helyezkedik el, a magyar-szerb államhatár szomszédságában. A település határában folyik a Kígyós-főcsatorna.

## Történelem
A falu létét 1520-ban jegyezték le először, a korabeli források akkor egy Körtvélyes nevű települést említenek Bácskörtés jelenlegi helyén. Nem tudni, hogy ekkor milyen nemzetiségű lakosok lakták, ellenben az bizonyos hogy a török jegyzékek 1598-ban már egy Kursevlje nevezetű faluról számolnak be.
Vályi András a Magyar Országnak leírása című munkájában így ír a településről  1799-ben:
Krusevlye, német falu Bács vármegyében, földesura a Királyi Kamara, lakosai katolikusok, fekszik Gákovához 2500, Sztanisityhez 3100 bétsi ölnyire, határja búzát és kukoritzát terem, piatzozása Baján és Zomboron, szénája meglehetõs, legelője van elég, erdeje nints, szőleje középszerű.
A második világháború után, 1945-1948 között koncentrációs tábort üzemeltettek a település területén. A tábor létszáma 10-20000 ember volt. 3500 német származású fogvatartott veszítette itt életét az embertelen bánásmód, bestiális kínzások és betegségek következtében. A települést 1948-tól szerb lakosokkal telepítették be.

## Népesség
- 1765-67: ~ 400-500 fő (80 kizárólag német család)
- 1780: ~ 600 fő (németek és néhány újonnan letelepedett francia család)
- 1800: ~ 700 fő
- 1822: 809 fő (803 német és 6 zsidó)
- 1878: 968 fő
- 1880: 952 fő (863 német; 948 róm. kat. és 4 izraelita)
- 1890: 1048 fő (1024 német, 14 magyar, 10 zsidó; 172 ház)
- 1910: 976 fő (954 német, 21 magyar, 1 szerb; 209 ház)
- 1921: 935 fő (920 német; 210 ház)
- 1940: 907 fő (895 német; 225 ház)
- 1941: 950 fő (936 német)
- 1948-51: ~ 4000 macedóniai és görög menekült
- 1953: 282 fő (50 család)
- 1961: 253 fő (45 család; ~ 50 ház, 170 házat lebontottak 1951-1961 között)
- 1971: 211 fő (40 család)
- 1977: ~ 150 fő (35 család melyből 28 szerb, 3 magyar, 3 horvát, 1 német;  27 ház)
- 1991: ~ 35 fő (17 család; 17 ház
- 2002: ~ 30 fő (13 család; 17 ház melyből 4 elhagyatott)